# بند کرای کور
بند کرای کور مربوط به سده‌های متاخر دوران‌های تاریخی پس از اسلام است و در شهرستان سرباز، بخش مرکزی، دهستان پارود، ۵ کیلومتری جنوب روستای کرای کور واقع شده و این اثر در تاریخ ۲۷ اسفند ۱۳۸۷ با شمارهٔ ثبت ۲۶۳۴۶ به‌عنوان یکی از آثار ملی ایران به ثبت رسیده است.